# سام بلاك
سام بلاك (15 ديسمبر 1947 في جنوب أفريقيا - ) (بالإنجليزية: Sam Black)‏ هو لاعب كريكت بريطاني. لعب مع نادي مقاطعة ميدلسكس للكريكت ‏.

## وصلات خارجية
- سام بلاك على موقع إي آس بي آن كريك إنفو (الإنجليزية)